# Elizabeth Meehan
Pour les articles homonymes, voir Meehan.
Elizabeth ou Betty Meehan (22 août 1894 - 24 avril 1967), est une scénariste britannique qui a travaillé à la fois en Grande-Bretagne et à Hollywood.

## Début
Meehan est née sur l'île de Wight et a vécu et étudié à Philadelphie,.
Jeune, Betty Meehan est d'abord mannequin et nageuse professionnelle.
Elle s'essaye à l'écriture et reçoit beaucoup de refus des éditeurs ; puis passe à la rédaction de journaux et la chance survient lorsqu'un rédacteur en chef de Philadelphie lui demande de couvrir un tournoi de natation pour filles. Elle rend non seulement un bon compte-rendu, mais le lendemain enfile son propre maillot de bain et bat pratiquement tous les records de plongée de la veille. Cette histoire fait les premières pages de tous les journaux de la ville et avec viennent des offres. Elle a peu de temps pour écrire, car elle arbitre des matchs et donne des exhibitions de plongée. Elle devient si bonne et si populaire que Tex Rickard, l'a nommé monitrice de natation dans la grande piscine du Madison Square Garden. Elle ouvre sa propre école de natation à Detroit et revient à New York pour faire la même chose. Elle y croise Walter Kingsley, attaché de presse de Broadway et l'un des découvreurs de beauté de Florenz Ziegfeld Jr., qui lui propose d'essayer la scène et elle devient choriste avec les Ziegfeld Follies en 1924, dans le même sextuor de danseuses que Billie Dove et Alta King . « Oh oui, je sais que les chorus girl ont la réputation d'être belles mais stupides », explique-t-elle dans une interview en 1928, « Et, peut-être, certaines d'entre elles le sont. Mais vous serez surpris des filles que vous trouveraient dans les chœurs ».

## Carrière
Les Ziegfeld girl sont très demandées et gagnent jusqu'à quinze dollars par jour pour être en arrière-plan des films Paramount. Elizabeth commence à fouiner dans le studio, ennuyant les cadreurs, les assistants réalisateurs et les techniciens et rapidement elle pense qu'elle aimerait produire elle-même le scénario du film.
En 1925, Paramount, fait un film intitulé The Street of Forgotten Men et Meehan fait un essai et ça ne marche pas du tout mais elle établit un contact personnel avec Herbert Brenon qui devait faire d'elle l'une des principales scénaristes de cinéma. Meehan a dit aussi que J. M. Barrie l'a aidée à passer à l'écriture de scénarios.
Elizabeth apprenant que Herbert Brenon veut faire Beau Geste pour le cinéma, écrit un projet de scenario durant plusieurs nuits. Son traitement du roman de Percival Christopher Wren terminé, elle découvre que Brenon est parti en Angleterre pour s'entretenir avec J. M. Barrie au sujet du tournage de A Kiss for  Cinderella. Quand elle réussit à jeter un coup d'œil au scénario du film de Barrie, elle a une suggestion toute prête pour son amélioration, ce qui lui vaut une entrevue avec Brenon à son retour. Beau Geste est réalisé, à partir du scénario d'Elizabeth Meehan, légèrement remanié.
Paramount décide de faire Gatsby le Magnifique, tiré du roman de F. Scott Fitzgerald, et le travail d'écriture du scénario est confié à Meehan. Elle collabore fréquemment avec le réalisateur irlandais Herbert Brenon.
À la fin des années 1930, Meehan est employé par le directeur des studios Walter C. Mycroft (en) pour travailler pour British Sound Film Productions.
Plus tard dans sa carrière, Meehan travaille pour la télévision, écrivant des épisodes de Lux Video Theater (en), Fireside Theatre (en) et Mama .

## Vie privée
Meehan a une fille, Frances Meehan Williams (1930-2006), qui est devenue actrice et plus tard psychothérapeute,. Elizabeth Meehan est morte en 1967, à New York, à l'âge de 72 ans. Sa fille a fait don de certains de ses scripts et scénarios originaux à la bibliothèque de l' UCLA.

## Filmographie partielle
(octobre 2024).
- Gatsby le Magnifique (1926)
- Sorrell and Son (1927)[3],[12].
- The Telephone Girl (1927)
- Ris donc, Paillasse ! (1928)
- 1929 : Le Forban (The Rescue) de Herbert Brenon
- The Case of Sergeant Grischa (1930)
- Lummox (1930)
- Beau Ideal (1931)
- Olivier Twist (1933)
- West of Singapore (en) (1933)
- Harmony Lane (en) (1935)
- Spring Handicap (en) (1937)
- Over She Goes (en) (1938)
- Star of the Circus (en) (1938)
- Housemaster (1938)
- A Gentleman's Gentleman (1939)
- Parachute Nurse (en) (1942)
- Storm Over Lisbon (1944)
- Poste avancé (1947)